# الطبقة الاجتماعية في روما القديمة

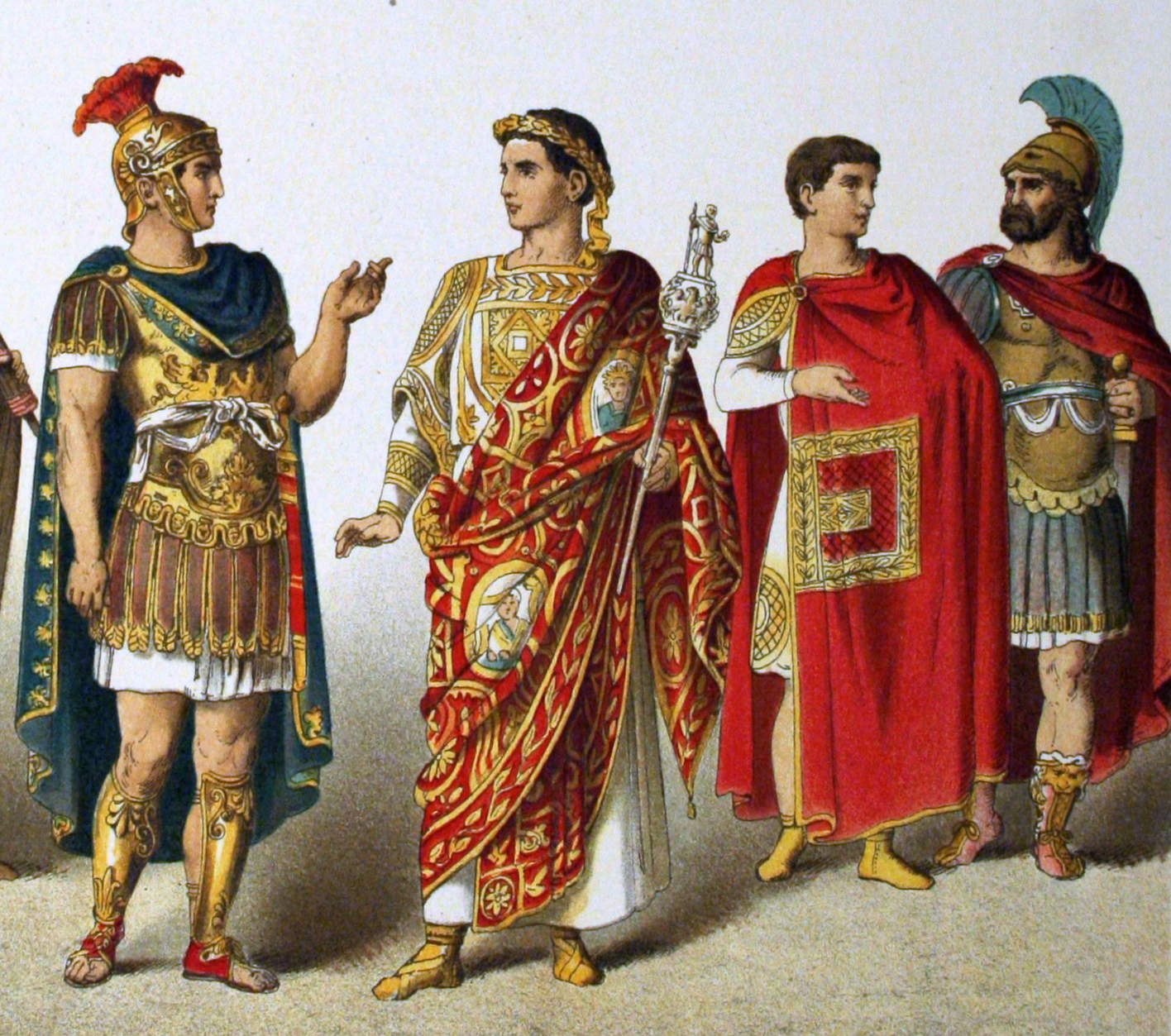
أمثلة لرجال من الطبقة العليا

كانت الطبقة الاجتماعية في روما القديمة هرميةً، مع تسلسلات هرمية اجتماعية متعددة ومتداخلة. قد يكون الوضع النسبي للفرد أعلى أو أقل من الآخر، ما أدى إلى تعقيد التكوين الاجتماعي لروما.
حُدد وضع الرومان الأحرار خلال الجمهورية من خلال:
- السلالة (بطارقة الروم أو الدهماء).
- المرتبة في التعداد السكاني (أوردو) ويقوم على الثروة والامتياز السياسي، إذ ترتفع مقامات السيناتورات والفرسان فوق المواطنين العاديين.
- الجندر.
- المواطنة، وفيها درجات بحقوق وامتيازات متفاوتة.

سمحت الطبقات الرومانية المختلفة بحقوق وامتيازات مختلفة، بما في ذلك حقوق التصويت وحقوق الزواج وغيرها الكثير.

## البطارقة والدهماء
تقليديًا، يشير مصطلح البطارقة إلى أفراد الطبقة العليا، بينما يشير مصطلح الدهماء إلى الطبقة الدنيا. شهد التمايز الاقتصادي في روما تراكم معظم الثروة بين أيادي عدد صغير من العائلات، ما فسح المجال لإنشاء طبقات البطارقة والدهماء. بعد هذا التمييز الأولي، كان الانقسام بين عائلات البطارقة والدهماء هرميًا بشكل صارم، بناءً على الوضع الاجتماعي.
كان الدهماء يشكلون غالبية المواطنين الرومان. على الرغم من أن البطارقة غالبًا ما يقدمون على أنهم عائلات غنية وقوية تمكنت من تأمين السيطرة على عائلات الدهماء الأقل حظًا، إلا أن الدهماء والبطارقة ضمن طبقة السيناتورات كانوا في الغالب أثرياء متساوون. مع ازدياد الحقوق المدنية للدماء خلال الجمهورية الرومانية الوسطى والأخيرة، حصلت العديد من عائلات الدهماء على الثروة والسلطة بينما وقعت بعض عائلات البطارقة التقليدية في الفقر والنسيان. وبصرف النظر عن مدى ثراء أسرة الدهماء، فإنها لن ترقى لتندرج في رتب النبلاء. بحلول القرن الثاني قبل الميلاد، كان الانقسام بين البطارقة والدهماء قد فقد معظم تميزه وبدأوا في الاندماج في فئة واحدة.

### البطارقة
كان البطارقة يعتبرون الطبقة العليا في المجتمع الروماني المبكر. سيطروا على أفضل الأراضي وشكلوا غالبية مجلس الشيوخ الروماني. كان من النادر -إن لم يكن من المستحيل- أن يصبح شخص من الدهماء سيناتورًا حتى عام 444 قبل الميلاد. كان نظام الولاء نوعًا شائعًا من العلاقات الاجتماعية في روما الذي يتضمن الراعي والعميل (العملاء) الذين يقدمون خدمات لبعضهم والذين كانوا منخرطين في علاقات تجارية قوية. كان البطارقة في أغلب الأحيان الرعاة، وكان لديهم في الغالب العديد من العملاء من الدهماء. قدم المستفيدون العديد من الخدمات لعملائهم مقابل وعد بالدعم إذا ذهب المستفيد إلى الحرب. كان نظام الولاء هذا أحد العلاقات الطبقية التي ربطت المجتمع الروماني ببعضه بشدة، مع حماية الامتيازات الاجتماعية للبطارقة. استمر نظام الولاء في المجتمع الروماني المتأخر، إذ امتد تقريبًا إلى مجمل وجود روما القديمة. سيطر البطارقة أيضًا حصريًا على وظيفة الرقيب، الذي كان يسيطر على التعداد السكاني، ويعين أعضاء مجلس الشيوخ، ويشرف على جوانب أخرى من الحياة الاجتماعية والسياسية. من خلال هذا المنصب، كان البطارقة قادرين على الحفاظ على تسيدهم على الدهماء.

### الدهماء
كان الدهماء الطبقة الدنيا في روما، وغالبًا ما كانوا من المزارعين، الذين عملوا في الغالب في الأرض التي يملكها البطارقة. امتلك بعض الدهماء قطعًا صغيرة من الأرض، لكن هذا كان نادرًا حتى القرن الثاني قبل الميلاد. رُبط الدهماء بالبطارقة من خلال نظام الولاء الذي شهد مساعدة الدهماء رعاتهم البطارقة في الحرب، ويزيدون من مكانتهم الاجتماعية، ويزيدون المهور أو الفدية. في عام 450 قبل الميلاد، مُنع الدهماء من الزواج من البطارقة، ولكن ألغي هذا القانون في عام 445 قبل الميلاد من قبل المدافع عن العامة. في عام 444 قبل الميلاد، أنشئ منصب المدافع العسكري بصلاحيات قنصلية، والذي مكن الدهماء الذين خدموا بهذا المنصب لشغل منصب في مجلس الشيوخ بمجرد انتهاء فترة ولايتهم التي تستمر عامًا واحدًا. بقي الدهماء، لمعظم الوقت، معتمدين على أولئك من طبقات أعلى اجتماعيًا منهم لكامل وجود روما القديمة، من خلال نظام الولاء أو بوسائل أخرى، رابطين أنفسهم بأولئك الذين يتمتعون بالسلطة إن أمكن.

## الطبقات القائمة على المُلكية
كان المجتمع الروماني مقسمًا أيضًا على أساس الملكية في جمعية السيناتورات. كانت جمعية السيناتورات مسؤولةً عن إعلان الحرب، وانتخاب قضاة بسلطات مطلقة، ومحاكمة قضايا محددة.
سُمح فقط للرومان الذين كانوا أثرياء بما يكفي لتحمل تكلفة دروعهم الخاصة بالخدمة في الجيش، الذي يتألف من البطارقة والدهماء. طالما كان المواطن قادرًا على تحمل تكلفة الدروع، كان قادرًا على أن يكون جنديًا. قُسمعت جمعية السيناتورات إلى مجموعات بناءً على مدى ثراء الفرد وقدرته على تحمل تكلفة درعه وأسلحته.
حصل الفروسان والفئة الأولى على 98 صوتًا بينهم، وبالتالي يمكنهم التفوق على الطبقات الدنيا مجتمعة التي حصلت على 95 صوتًا فقط. كانت هذه وسيلة للطبقات الأكثر ثراءً للحفاظ على سيطرتها على الجيش والحياة الاجتماعية. وبدلًا من المخاطرة بتمرد الطبقات الدنيا بسبب افتقارها إلى التأثير في المجلس، خُصصت الأصوات لضمان أن الطبقات العليا يمكنها دائمًا التفوق على الطبقات الدنيا.

## الطبقات القائمة على الجنس

### رب الأسرة
كان المجتمع الروماني أبويًا في أنقى معانيه؛ كان الذكر الأساسي هو رب الأسرة، وكان يتمتع بسلطات وامتيازات قانونية خاصة منحته سيطرة على جميع أفراد عائلته. كان الآباء مسؤولين عن تربية أبنائهم. بالإضافة إلى ذلك، غالبًا ما يتزوج الأبناء البالغون ويستمرون في العيش في كنف الأسرة تحت نظر رب أسرهم، حتى وفاة الوالد وعندها يتولون مسؤولية رب الأسرة. يمكن لرب الأسرة أيضًا أداء طقوس التحرر -وهي عملية تحرر الابن ثلاث مرات متتالية- لمنح الابن سلطته القانونية الخاصة، بعيدًا عن رب الأسرة.

### النساء
كانت النساء المولودات في روما القديمة مواطنات، لكن لم يكن بإمكانهن التصويت أو شغل مناصب سياسية. كانت النساء تحت السيطرة الحصرية لأرباب أسرهم، والذي كانت إما والدها أو زوجها أو في بعض الأحيان شقيقها الأكبر. تحمل النساء وأطفالهن المكانة الاجتماعية لأرباب أسرهم. لم تكن المرأة منخرطة في المجال السياسي، وكان لها تأثير ضئيل خارج المنزل. ومع ذلك، فإن النساء من الأسر الأكثر ثراءً تمتعن بسلطة سياسية أكبر من النساء الفقيرات إذ كن قادرات على ممارسة نفوذهن خلف كواليس الأعمال السياسية والعامة.
كان هناك ثلاثة أشكال مبكرة للزواج تنقل النساء الرومانيات من رب أسرة إلى آخر. النوع الأول، كويمبتو، يمثل شراء العروس. يتطلب هذا الزواج الأقدم خمسة شهود ومسؤول، ويُنطر إليه على أنه صفقة تجارية. النوع الثاني، أوسوس، يحدث بعد عام من العلاقة الحميمة بين الرجل والمرأة. إذا لم تترك المرأة الرجل لمدة ثلاث ليالٍ بعد العام، تُصبح ملكًا للرجل ويُصبح رب أسرة لها. إذا غادرت المرأة قبل انتهاء الليالي الثلاث، فإنها تعود إلى عائلتها. تبقى العلاقة سارية، لكن الرجل لن يصبح رب أسرتها. آخر أشكال الزواج، كونفرايارتو، هو الأقرب إلى الزواج الحديث. يُعد هذا النوع احتفالًا دينيًا وفيه يتقاسم العروس والعريس الخبز أمام المسؤولين الدينيين وشهود آخرين.